# دعوة للزواج (فلم)
دعوة للزواج: فيلم مصري تم عرضه في مصر بتازيخ 25 أبريل 1983م.

## قصة الفيلم
من الافلام المصرية التي عرضت بتازيخ 25 أبريل 1983
وهو من تاليف لينين الرملي وإخراج ناجي أنجلو وتدور احداثه حول فتاة ترفض الزواج والتي قامت بدوره الفنانة مديحة كامل فيتقدم لها شاب قام بدوره الفنان يحيى الفخراني لكنها ترفضه وهو يحبها ويحاول التقرب اليها ولكن في النهاية مع الايام يتضح لها أنه أفضل من غيره وأنه يحبها ويحاول أن يرضيها

## طاقم الفيلم

### أبطال الفيلم
| رقم التسلسلي | اسم الممثل       | الدور        |
| ------------ | ---------------- | ------------ |
| 1            | مديحة كامل       | نادية        |
| 2            | يحيى الفخراني    | شعراوي شحاته |
| 3            | أبو بكر عزت      |              |
| 4            | مصطفى فهمي       |              |
| 5            | نعيمة وصفي       |              |
| 6            | سلامة إلياس      |              |
| 7            | المنتصر بالله    |              |
| 8            | سماح أنور        | هدى          |
| 9            | سمير رستم        |              |
| 10           | حسين الشريف      |              |
| 11           | حسن الأنور       |              |
| 12           | حسن الأنور       |              |
| 13           | فاروق علي        |              |
| 14           | صلاح صادق        |              |
| 15           | صالح الإسكندراني |              |
| 16           | عبدالوهاب خليل   |              |
| 17           | هاني يسري        |              |
| 18           | حسن المفتي       |              |
| 19           | شريف العطار      |              |
| 20           | يوسف حسين        |              |
| 21           | سحر كامل         |              |

### الإنتاج
| رقم التسلسلي | الإنتاج                  | الدور             |
| ------------ | ------------------------ | ----------------- |
| 1            | يوسف عثمان               | (الإدارة المالية) |
| 2            | عبد الحميد حسني          | (رئيس الإنتاج)    |
| 3            | سعد أنور                 | (رئيس الإنتاج)    |
| 4            | سيد أبو السعود           | (مدير الإنتاج)    |
| 5            | أفلام التليفزيون - ج.م.ع | (منتج)            |
| 6            | ممدوح الليثي             | (منتج منفذ)       |

### الإخراج
| رقم التسلسلي | الإخراج        | الدور            |
| ------------ | -------------- | ---------------- |
| 1            | ناجي أنجلو     | (مخرج)           |
| 2            | لبنى أبو النجا | (مخرج مساعد)     |
| 3            | توفيق حمزة     | (مساعد مخرج ثان) |
| 4            | منى الأرناؤوطي | (سكريبت)         |

### مكياج
| رقم التسلسلي | مكياج           | الدور          |
| ------------ | --------------- | -------------- |
| 1            | أحمد دسوقي      | (ماكيير)       |
| 2            | يونس قاسم       | (مساعد ماكيير) |
| 3            | عبد الله شندي   | (كوافير)       |
| 4            | محمد عبد المعطي | (كوافير)       |

### تصوير
| رقم التسلسلي | تصوير      | الدور          |
| ------------ | ---------- | -------------- |
| 1            | رجائي عتيق | (مدير التصوير) |
| 2            | منيس مرزوق | (م. مصور)      |
| 3            | جميل اسحق  | (مصور)         |

### مونتاج
| رقم التسلسلي | مونتاج      | الدور           |
| ------------ | ----------- | --------------- |
| 1            | نعمت فايد   | (نيجاتيف)       |
| 2            | مشيرة عفيفى | (م. مونتاج أول) |
| 3            | يوسف الملاخ | (مونتير)        |

### أدوار متعددة
| رقم التسلسلي | طاقم العمل                                                         | الدور                 |
| ------------ | ------------------------------------------------------------------ | --------------------- |
| 1            | سعد عبد الرحمن                                                     | (مدير عام المعامل)    |
| 2            | ماجد موسى                                                          | (مصحح الألوان)        |
| 3            | جلال زهرة                                                          | (ريجيسير)             |
| 4            | لينين الرملي                                                       | (قصة وسيناريو وحوار)  |
| 5            | هاني شنودة                                                         | (الموسيقى التصويرية)  |
| 6            | ليلى سالم                                                          | (مصممة الملابس)       |
| 7            | صبحي بسطا                                                          | (مصور فوتوغرافيا)     |
| 8            | الشحري                                                             | (مؤثرات خاصة وعناوين) |
| 9            | قطاع الشئون المالية والاقتصادية - اتحاد الإذاعة والتلفزيون (ج.م.ع) | (موزع)                |
| 10           | جمال عجمي                                                          | (منسق مناظر)          |

## وصلات خارجية
- مقالات تستعمل روابط فنية بلا صلة مع ويكي بيانات
- دعوة للزواج على موقع نجومي
- دعوة للزواج على موقع الدهليز
- دعوة للزواج  على موقع كاروهات
- دعوة للزواج على موقع سونجاتك
- دعوة للزواج على موقع نغماتي